# 三立方数和

整数x、y与z满足x³ + y³ + z³ = n的半对数图线，其中n ∈ [0, 100]。绿色条带代表已证明无解的整数。

三立方数和问题（英語：sums of three cubes）是指丢番图方程{\displaystyle x^{3}+y^{3}+z^{3}=n}是否存在整数解的问题。由于立方数模9同余0、1或-1，三立方数和模9不可能同余4或5，因而这是整数解存在的一个必要条件。然而，对于该条件是否同时为充分条件目前仍未有定论。

## 小整数例
{\displaystyle n=0}时，若存在非平凡的三立方解，则费马大定理找到反例。此时三个立方数中必有两个同号，经移项，就会出现两正整数立方和等于另一正整数立方的情况。由于欧拉早已证明幂次为3的费马大定理，在{\displaystyle n=0}时的三立方和只有如下平凡解：
{\displaystyle a^{3}+(-a)^{3}+0^{3}=0.}
{\displaystyle n=1,2}时，存在如下解系，有无数解：
{\displaystyle (9b^{4})^{3}+(3b-9b^{4})^{3}+(1-9b^{3})^{3}=1}
以及，
{\displaystyle (1+6c^{3})^{3}+(1-6c^{3})^{3}+(-6c^{2})^{3}=2.}
上述表示经缩放可得，任意立方数或立方数的二倍都有三立方和。除上述表示外，{\displaystyle n=1}也有其他三立方和解系，{\displaystyle n=2}有如下著名解：
{\displaystyle 1214928^{3}+3480205^{3}+(-3528875)^{3}=2,}
{\displaystyle 37404275617^{3}+(-25282289375)^{3}+(-33071554596)^{3}=2,}
{\displaystyle 3737830626090^{3}+1490220318001^{3}+(-3815176160999)^{3}=2.}
然而，已经证明只在1和2处存在能被四次多项式参数化的解析表示。即便在{\displaystyle n=3}处，也没有参数化解系。路易斯·J·莫德尔在1953年写道，除了其小整数解，“我对其一无所知”，即：
{\displaystyle 1^{3}+1^{3}+1^{3}=4^{3}+4^{3}+(-5)^{3}=3}
“我”也不知道为什么这三个数都满足模9同余。2019年9月前，上述两式曾經是{\displaystyle n=3}長期以來仅有的2組已知解，但就在同一月，發現了第3組解：
{\displaystyle 569936821221962380720^{3}+(-569936821113563493509)^{3}+(-472715493453327032)^{3}=3}

## 计算结果
1955年起，莫德尔（Mordell）等许多学者都尝试过使用计算机寻找该问题的解。对于1000以内的正整数{\displaystyle n}，埃尔森汉斯（Elsenhans）与雅内尔（Jahnel）于2009年使用诺姆·埃尔奇斯提出的基于格规约的方法找到了{\displaystyle \max(|x|,|y|,|z|)<10^{14}}范围内的所有解。2016年，于斯曼（Huisman）使用同样的方法将搜索上界提升至{\displaystyle \max(|x|,|y|,|z|)<10^{15}}。到此时为止，{\displaystyle n<100}的正整数中，33与42以外所有模9不同余4或5的{\displaystyle n}都找到了至少一组整数解。
2019年，安德鲁·布克采用一种新方法发现了{\displaystyle n=33}的一组解：
{\displaystyle 33=8866128975287528^{3}+(-8778405442862239)^{3}+(-2736111468807040)^{3}}
此时，他在{\displaystyle \min(|x|,|y|,|z|)<10^{16}}的范围里尚没有找到{\displaystyle n=42}的解。
随后在2019年9月，布克和安德鲁·萨瑟兰最终敲定了42的一个解，并在MIT数学系的网站上贴了出来：
{\displaystyle 42=(-80538738812075974)^{3}+80435758145817515^{3}+12602123297335631^{3}}
这个解的获得在Charity Engine全球网络（Charity Engine's global grid）上耗费了130万机时。
至此1到100之間的所有整數都確認了是否有非零整數解。截至2019年9月，未能求解最小整数是{\displaystyle n=114}，如果有解的話，{\displaystyle (|x|,|y|,|z|)}至少有一數大於100000000000。
在2021年1月初，又解決了579：
{\displaystyle 579=143075750505019222645^{3}+(-143070303858622169975)^{3}+(-6941531883806363291)^{3}}
至此，仅剩的未解決的在1000以內的整数是114、390、627、633、732、921和975，一共有7個。